# コマルカ・ド・エウメ
コマルカ・ド・エウメ（Comarca do Eume）はガリシア州ア・コルーニャ県のコマルカで、同県の北東部に位置する。
カバーナス、ア・カペーラ、モンフェーロ、ポンテデウメ、アス・ポンテス・デ・ガルシーア・ロドリゲスの5自治体によって構成される。
リア・デ・アーレスの最奥部に位置し、隣接するコマルカは、北がコマルカ・デ・フェロルとコマルカ・ド・オルテガル、東がルーゴ県のコマルカ・ダ・テーラ・チャ、南がコマルカ・デ・ベタンソスとなっている。
面積は538.7km²で、2010年の人口は26,719人（2007年：27,309人）。コマルカの中心自治体はアス・ポンテス・デ・ガルシーア・ロドリゲスとポンテデウメ。カスティーリャ語による表記はComarca del Eume。

## 地理
| コマルカ・ド・エウメの構成自治体（2010年）             |            |             |                    |
| 自治体                                                 | 人口（人） | 面積（km²） | 人口密度（人/km²） |
| カバーナス                                             | 3,375      | 30.3        | 111.4              |
| ア・カペーラ                                           | 1,399      | 58.0        | 24.1               |
| モンフェーロ                                           | 2,239      | 171.7       | 13.0               |
| ポンテデウメ                                           | 8,370      | 29.3        | 285.7              |
| アス・ポンテス・デ・ガルシーア・ロドリゲス             | 11,336     | 249.4       | 45.5               |
| 計                                                     | 26,719     | 538.7       | 49.6               |
| 出典: INE（スペイン国立統計局）、IGE（ガリシア統計局） |            |             |                    |